# Las Perlas, Chiapas
Las Perlas är en ort i Mexiko.   Den ligger i kommunen Las Margaritas och delstaten Chiapas, i den sydöstra delen av landet, 900 km öster om huvudstaden Mexico City. Las Perlas ligger 649 meter över havet och antalet invånare är 237.
Terrängen runt Las Perlas är varierad. Runt Las Perlas är det ganska glesbefolkat, med 30 invånare per kvadratkilometer. Närmaste större samhälle är Emiliano Zapata, 9,3 km öster om Las Perlas. I omgivningarna runt Las Perlas växer i huvudsak städsegrön lövskog.